# Pilvilampi
Le lac Pilvilampi est un lac artificiel situé à Vaasa en Finlande,,.

## Géographie
Le lac a été construit, dans les années 1930, comme réservoir pour l'alimentation en eau. Le lac a une superficie de 140 hectares, soit 1,4 kilomètre carré. Il mesure 2,7 kilomètres de long et 1,1 kilomètre de large. À l'extrémité nord du lac se trouve une baie qui s'élargit derrière un large détroit. Dans la partie sud du lac se trouve une baie de 750 mètres de long, dont la rive nord-est comprend la péninsule d'Ormbacken. 
Au fond de la baie se trouve un mur de barrage de plus de 150 mètres de long. Un deuxième mur de barrage est situé sur la rive ouest du lac sur la rive nord-est de la zone de l'usine et mesure 350 mètres de long. 
Le troisième mur de barrage mesurant 150 mètres de long est à l'extrémité nord du lac. 
À l'extrémité sud-est du lac, il y a un bassin de 500 mètres de long et d'environ 400 mètres de long délimité par plusieurs barrages, dans lequel le niveau d'eau est de 0,70 mètre plus haut que le reste du Pilvilampi,.
Le lac compte 14 îles dont la plus grande mesure 250 mètres de long et est située à l'embouchure d'une longue baie. Le lac a été sondé et des cartes de profondeur ont été publiées. Le point le plus profond a une profondeur de 3,4 mètres et est situé dans le détroit de la partie nord du lac, où se trouve une petite fosse de trois mètres. La partie centrale du lac a également une profondeur de plus de trois mètres et son point le plus profond est à 3,3 mètres de profondeur,.
Le rivage du lac est long de 17 kilomètres et ses rives sont des terres forestières rocheuses. Le rivage du lac n'est pas bâti à l'exception de la zone industrielle bordant sa rive ouest,,.

## Randonnée et ski
Pilvilampi se trouve au centre d'une zone de randonnée de Vaasa. La zone a une superficie d'environ 800 hectares et est située à neuf kilomètres à l'est du centre-ville de Vaasa. 
En hiver, la zone dispose d'un bon réseau de pistes de ski de fond. En été, des sentiers pédestres et cyclables sont balisés. Au bord des sentiers certains endroits offrent la possibilité de faire du feu et de passer la nuit,.

## Faune et flore
Autour de l'étang, il pousse une forêt de conifères parsemée de rochers de l'ancien fond marin.
De nombreuses espèces d'oiseaux nichent autour du lac dont, entre autres, gélinotte des bois, tétras lyre, chevêchette d'Europe, pic noir et pipit des arbres, troglodyte mignon, accenteur mouchet, rouge-gorge familier, merle noir, grive musicienne, pouillot siffleur, pouillot véloce, roitelet huppé, mésange à longue queue, mésange boréale, mésange huppée, grimpereau des bois.